# Yelo
Yelo es un municipio y localidad española de la provincia de Soria, en la comunidad autónoma de Castilla y León. El término municipal, ubicado en la comarca de Arcos de Jalón, tiene una población de 37 habitantes (INE 2024).

## Geografía
Dista aproximadamente 13 km de Medinaceli, 32 km de Almazán, 28 km de Sigüenza y 70 km de Soria, la capital de la provincia. Cuenta con Ayuntamiento propio. El pequeño río Bordecorex, que pasa por Yelo, nace en las simas entre Miño de Medinaceli y Conquezuela y vierte en el Duero decenas de kilómetros más adelante.
La imagen más característica de Yelo son los cinco palomares de piedra que se asoman al acantilado que saluda al camino que viene de Miño de Medinaceli.

## Historia
A mediados del siglo XIX, el lugar contaba con una población censada de 408 habitantes. La localidad aparece descrita en el decimosexto volumen del Diccionario geográfico-estadístico-histórico de España y sus posesiones de Ultramar de Pascual Madoz de la siguiente manera:

YELO: l. con ayunt. en la prov. de Soria (12 leg.), part. jud. de Medinaceli (1), aud. terr. y c. g. de Burgos (33), dióc. de Sigüenza (4). sit. en la ladera de un cerro con buena ventilacion y clima frio, pero sano. Tiene 100 casas; la consistorial; escuela de instruccion primaria frecuentada por 34 alumnos, á cargo de un maestro dotado con 30 fan. de trigo y 280 rs.; una fuente de buenas aguas; una igl. parr. (la Purísima Concepcion) servida por un cura y un sacristan. Confina el térm. con los de Veltejar, Miño, Conquezuela, Alcubilla de las Peñas, Mezquetillas y Romanillos; dentro de él se encuentran varias fuentes de buenas aguas y una ermita (San Roque). El terreno, bañado por los manantiales que brotan en el térm., es de mediana calidad. caminos: los locales. correo: se recibe y despacha en Medinaceli. prod.: cereales, legumbres, leñas de combustible y buenos pastos, con los que se mantiene ganado lanar, cabrio, vacuno, mular, asnal y de cerda. ind.: la agrícola y algunos de los oficios y artes mas indespensables. comercio: esportacion del sobrante de futos, é importacion de los art. que faltan. pobl.: 100 vec., 408 alm. cap. prod.: 213,313 rs. 22 mrs. imp.: 90,954 rs. 16 maravedises.
(Madoz, 1850, p. 432)

## Demografía
Cuenta con una población de 37 habitantes (INE 2024).
| Gráfica de evolución demográfica de Yelo entre 1842 y 2021                                                            |
| |
| Población de derecho según los censos de población del INE. Población de hecho según los censos de población del INE. |

## Patrimonio
La iglesia del pueblo es románica, con planta en forma de cruz y torre con campanario en los pies y cuenta con un sencillo retablo barroco. La iglesia obedece a la diócesis de El Burgo de Osma.

### Imágenes
|                             |
| Torre de la Iglesia de Yelo |

|                                          |
| Vista general Iglesia Inmaculada de Yelo |

|                                                 |
| Fachada sur de la Iglesia Inmaculada Concepción |

|                       |
| Portada de la Iglesia |

|                      |
| Viejas casas de Yelo |

|           |
| Palomares |

|                 |
| Palomar de Yelo |

|                       |
| Las antiguas Escuelas |

|                                                |
| Las escuelas del régimen de Franco (1936-1978) |

|                         |
| Puente López Pando 1955 |

|                          |
| Antiguo Lavadero de Yelo |

|                                         |
| Vieja bomba de agua todavía en servicio |

|               |
| Vista de Yelo |